# Stachyris oglei
Stachyris oglei là một loài chim trong họ Timaliidae.